# David Tse

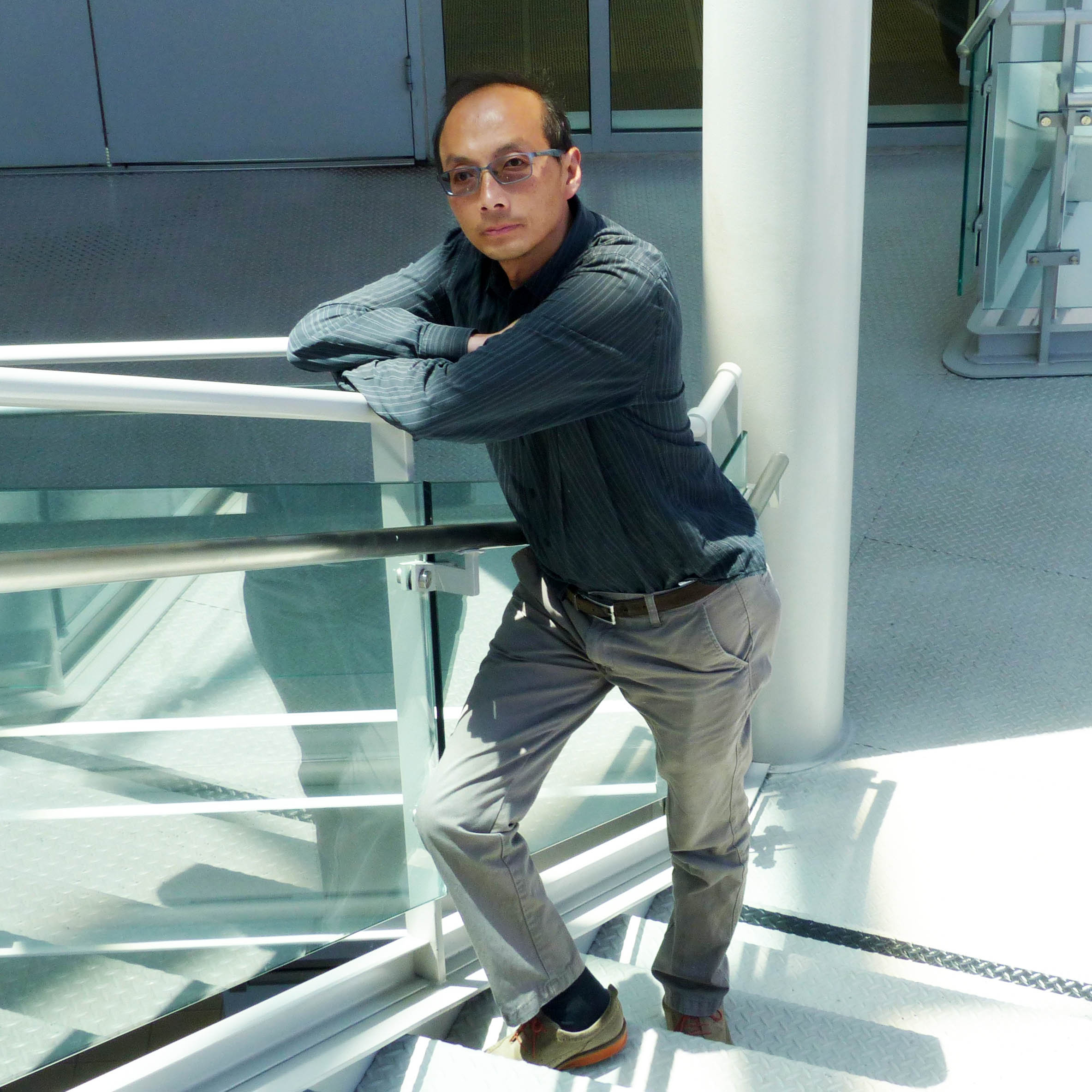
David Tse

David N. C. Tse (* in Hongkong) ist ein chinesisch-US-amerikanischer Elektroingenieur, der sich mit Informationstheorie und besonders mit Mobilfunk befasst.
David Tse studierte Elektrotechnik an der University of Waterloo mit dem Bachelor-Abschluss 1989 sowie am Massachusetts Institute of Technology mit dem Master-Abschluss 1991 und der Promotion 1994 bei R.G. Gallager und J.N. Tsitsiklis (Variable-rate Lossy Compression and its Effects on Communication Networks). Als Post-Doktorand war er 1994/95 an den ATT Bell Labs. Ab 1995 lehrte er an der University of California, Berkeley und war ab 2014 Professor an der Stanford University.
Tse entwickelte den Proportional-Fair-Scheduling Algorithmus, der in allen Mobilfunksystemen der dritten und vierten Generation verwendet wird. Er ist Ko-Autor eines weitverbreiteten Lehrbuchs über drahtlose Kommunikation.
Von 2001 bis 2003 war er Associate Editor der IEEE Transactions on Information Theory und war von 2003 bis 2008 sowie von 2010 bis 2013 im Leitungsrat der IEEE Information Theory Society.
Für 2017 erhielt er den Claude E. Shannon Award. Er erhielt mehrere Best Paper Awards: der Infocom conference 1998 und 2001, Signal Processing Society 2012, EURASIP 2012, IEEE Communications Society and Information Theory Society Joint Paper Award 2000 und 2013, den Information Theory Society Paper Award 2003. Er erhielt 2000 den Erlang Prize der INFORMS Applied Probability Society, 2013 den Stephen O. Rice Prize der IEEE Communications Society und war 2012 Gilbreth Lecturer der National Academy of Engineering. 2008 erhielt er den Outstanding Teaching Award der Fakultät für Informatik und Elektrotechnik in Berkeley und 2009 den Frederick Emmons Terman Award der American Society for Engineering Education. 2018 wurde Tse in die National Academy of Engineering gewählt, für 2019 wurde ihm die Richard-W.-Hamming-Medaille der IEEE zugesprochen.

## Schriften
- mit Pramod Viswanath: Fundamentals of Wireless Communication, Cambridge University Press 2005
- mit Ayfer Özgür; Olivier Lévêque: Operating regimes of large wireless networks, Boston 2011
- mit Lizhong Zheng: Diversity and multiplexing: a fundamental tradeoff in multiple-antenna channels, IEEE Transactions on information theory, Band 49, 2003, S. 1073–1096
- mit P. Viswanath, R. Laroia: Opportunistic beamforming using  dumb  antennas, IEEE  Trans.  Inf.  Theory, Band 48,  2002, S. 1277–1294
- mit Matthias Grossglauser: Mobility increases the capacity of ad-hoc wireless networks, INFOCOM 2001. Proc. Twentieth Annual Joint Conference of the IEEE Computer and Communications Societies. Band 3, 2001, S. 1360–1369
- mit J Nicholas Laneman, Gregory W Wornell: Cooperative diversity in wireless networks: Efficient protocols and outage behavior, IEEE Transactions on Information Theory, Band 50, 2004, S. 3062–3080